# Pekelborg

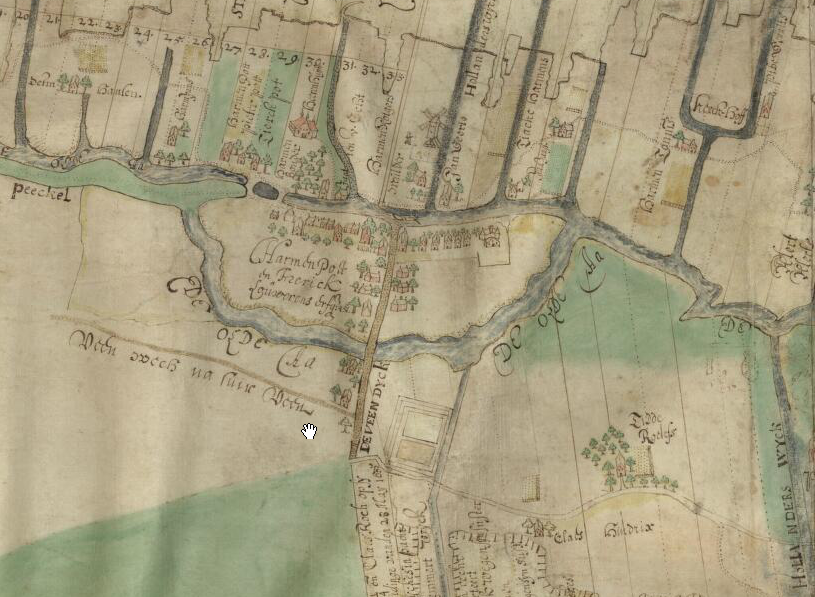
Kaart van Egbert Haubois uit 1647 met rechtsonder het terrein waar de borg zou kunnen hebben gelegen.

De Pekelborg was een borg aan de Pekel A. De borg diende vooral om de handelsroute van Groningen naar Westfalen en de Pekelbrug over de Pekel A te bewaken.
De precieze locatie van de Pekelborg is niet helemaal zeker. In de jaren 1950 werden twee mogelijke locaties nabij de huidige buurtschap Zuiderveen aangewezen. De ruïnes van de Pekelborg aan het Zuiderveen staan tevens afgebeeld op een kaart uit 1590. Een bocht in de oude Zuiderveensterweg (tegenover Zuiderveen 31) geldt als de meest waarschijnlijke locatie, De gemeentelijke archeologienota heeft deze plek een beschermde status gegeven. . Twee onderzoekers lanceerden in 2015 een alternatieve hypothese dat de Pekelborg zich in het dorp Oude-Pekela bevonden zou hebben, op een terrein aan de voormalige Veendijk.

## Geschiedenis
De borg werd omstreeks 1482 gebouwd in opdracht van de stad Groningen. In de jaren daarvoor had Hajo Addinga, wiens voorouders Westerwolde in leen hadden gekregen van de bisschop van Münster en abt van Corvey, geprobeerd de rechtspraak te verplaatsen naar zijn stamslot, de Wedderborg. De bevolking kwam in opstand tegen deze vrijheidsbeperking, die in strijd was met het Westerwoldse landrecht. De inwoners riepen de hulp in van de stad Groningen, die hoopte de dorpen Blijham en Bellingwolde bij het Oldambt te kunnen voegen. Deze strijd culmineerde in 1478 in de verwoesting van de Wedderborg door de Groningse troepen. De stad besloot daarop op de grens van haar gebied een nieuwe versterking te bouwen, die werd voorzien van bolwerken en grachten. Voor de bouw werden stenen van de Wedderborg gebruikt.
De Peeckelborch wordt in 1483 voor het eerst met name genoemd. Hij werd beheerd door de Groninger Reiner Jarges, die als casteleijn te Winschote werd betiteld. Een jaar eerder was al sprake van de Pekelbrugge en een stuk land op de Pekelham dat door het klooster van Heiligerlee werd overgedragen aan de kerk van Winschoten. Ook de kastelein kreeg hier landerijen toegewezen, zoals blijkt uit een akte van 1563. De burcht diende vermoedelijk vooral om de handelsweg over het Pekelmoer naar Duitsland te bewaken. De kroniekschrijver Sicke Benninge spreekt rond 1530 over het voormalige slot by de Pekell.
Op de borg werden een kastelein (burggraaf) geplaatst die de rechtspraak moest uitoefenen over Westerwolde en het aangrenzende deel van het Wold-Oldambt. De overige dorpen in het Oldambt werden bestuurd door de kastelein van Oterdum. In 1482 sloot de stad Groningen een verdrag met de bisschop, die in geldnood verkeerde. De bisschop verpandde de heerlijkheid met de kerspelen Wedde, Vlagtwedde, Onstwedde, Sellingen en Vriescheloo voor een periode van 25 jaar tegen de som van 2.000 rijnsguldens. Hij bedong daarbij dat er niet meer Groningse versterkingen op zijn grondgebied zouden volgen. In 1486 ging ook Hajo hiermee akkoord, nadat hij toestemming had verkregen de Wedderborg in afgeslankte vorm te herbouwen. In 1498 moest de stad alsnog afstand doen van Westerwolde, nadat de bisschop zijn schulden had afbetaald. De stad beweerde weliswaar dat Blijham en Bellingwolde bij het Oldambt hoorden, maar de nieuwe bisschop had hier geen boodschap aan
In 1499 werd de Pekelborg veroverd door Edzard I van Oost-Friesland. Deze liet de borg slopen. De kastelein te Winschoten wordt in 1504 voor het laatst genoemd. In 1567 was echter nog sprake van een hoogbejaarde getuige die op up de Peeckelborch woonde.
De handelsroute naar Westfalen werd omstreeks 1544 vervangen door een kortere route over de nieuwe zeedijk bij Winschoterhogebrug. Op een kaart uit 1590 staan zowel de nieuwe Heerwech als de Olde Heerwech langs de ruïnes van de Peekelborch afgebeeld. Van de borg is echter niets overgebleven.
Op een kaart die Egbert Haubois in 1647 van Pekela maakte is een omgracht terrein aan de vroegere Veendijk te zien, waar zich volgens De Jong en Geffen (2018) de Pelkelborg zou hebben bevonden. Ook de kadasterkaart van rond 1832 laat dit terrein zien. De locatie ligt iets ten westen van de Raadhuislaan, ten zuiden van de Burgemeester Snaterlaan, ten noorden van de Veendijkstraat en ten westen van de Scheepshellingstraat. Op deze plek staan nu huizen. De aangegeven locatie strookt echter niet met de eerdergenoemde kaart van omstreeks 1590.